# 上海商务中心
上海商务中心是一个位于中國上海市虹口區中山北二路曲阳路路口的綜合性建築，由商場以及辦公樓組成。
上海商务中心整體于1994年3月開建，由华东建筑设计院设计，建成時占地50亩，由交易大厦、商务大厦、综合楼等设施构成。上海商务中心建成時定位為会展综合体。1996年，上海商务中心转向购物中心。易买得中国首店、家電城、家具城一度入駐上海商务中心的交易大厦。綜合樓引入了好美家。

## 交易大厦
交易大厦於1994年11月建成，高42米，长183米、宽54米，为七层建筑。建成時交易大厦1-4层为展览厅。5层为多能厅及大小会议室及展厅。6层为大展厅。华交会一度在該建築內舉行。後來仓储式卖场、家电城、吉盛伟邦家居广场等先後入駐。交易大厦一度被叫作曲阳商务中心。1997年，易买得在这里开出韓國以外的第一家店。2楼同時开设了新世界百貨。不過新世界百貨不到2年就關門。2016年年底，家具城、易买得和家电城相继关门。
2019年9月29日，由百联集团運營的百联曲阳购物中心（又稱曲阳购物中心）在交易大廈试营业。12月15日正式开业。此時建築地上共有6层。

## 商务大厦
商务大厦又名曲陽商務大廈，於1995年12月建成，高147.5米，共有41層。